# Малкинские
Малкинские — горячие минеральные источники на полуострове Камчатка.
Расположены в 130 км от Петропавловска-Камчатского, в долине реки Ключевки (приток Большой), в 4 км от Мильковской автотрассы. Вода выбивается из нескольких грифонов. Температура источников до 84 °C.
Первые упоминания о источниках появляется в 1779 году в книге Лессепса, сына французского консула в Петеребурге, единственного оставшегося в живых члена экспедиции капитана Лаперуза.